# Narcisse de Jésus Martillo Morán
Narcisse de Jésus Martillo Morán (Nobol, 29 octobre 1832 - Lima, 8 décembre 1869), laïque équatorienne, membre du Tiers Ordre dominicain. Tout en restant dans le monde, elle mena une vie quasi monastique, faite de dures pénitences et de prières, tout en s'adonnant au soin des pauvres. Elle aurait été favorisée de nombreux dons, comme celui de la prophétie et de la guérison. Elle est vénérée comme sainte par l'Église catholique.

## Biographie

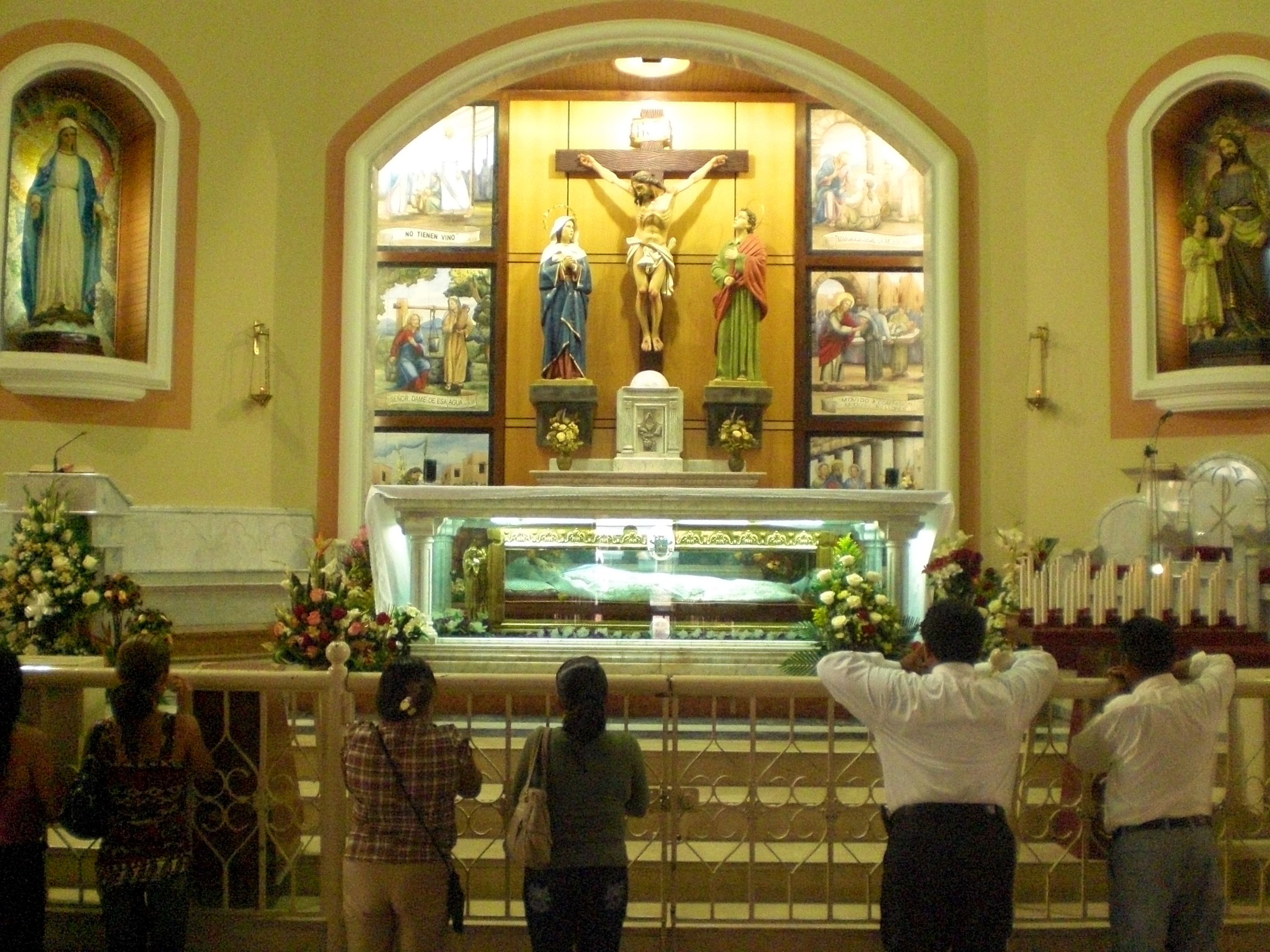
Le sanctuaire Sainte-Narcisse-de-Jésus de Nobol.

Elle naît en Équateur dans l'archidiocèse de Guayaquil, elle était la fille de deux modestes propriétaires terriens, et la sixième d'une fratrie de neuf enfants.
Sa mère mourut quand Narcissa avait 6 ans. Avec l'aide d'un enseignant et d'une de ses grandes sœurs, elle apprit à lire, à écrire, à chanter, à jouer de la guitare et à cuisiner. Elle était très douée en musique. Souvent, quand elle priait, elle commençait à chanter.
Elle fit sa confirmation à l'âge de sept ans. Elle voulait imiter Maríana de Paredes y Flores qui avait été béatifiée en 1853.
Née dans le village de Nobol, en Équateur, elle exerçait le métier de couturière quand, à l'âge de 18 ans, à la mort de son père, elle dut prendre en charge ses deux jeunes frères. Elle alla vivre alors à Guayaquil, vécu dans une famille connue de la ville, à proximité de la cathédrale. Soutenue par une foi profonde et par une constante prière, elle pratiqua une vie spirituelle intense au milieu des charges du monde, puisqu'elle se dévouait aussi aux soins des malades. Elle était docile aux instructions de son directeur spirituel. Elle entra dans le Tiers Ordre dominicain.
Elle bénéficiait de dons de guérison, et de dons de prophétie. Elle mourut à l'âge de 37 ans, à Lima au Pérou.
Un siècle après sa mort, en 1955, son corps fut ramené à Guayaquil et on observa qu'il n'avait pas subi la corruption.
Narcisse est béatifiée par Jean-Paul II en 1992 et canonisée par Benoît XVI le 12 octobre 2008 en même temps que de Marie Bernarde Bütler, Gaétan Errico et Alphonsine de l’Immaculée.
La petite ville de Nobol (es) où sainte Narcisse est née a été renommée Narcisa de Jesus.
Après sa mort, on découvrit qu'elle avait fait des vœux privées de virginité perpétuelle, de pauvreté, d'obéissance, de vie cloitrée et érémitique, de jeûne au pain et à l'eau, de communion quotidienne, de confession, de mortification et de prière.
Le corps de la sainte repose aujourd'hui dans le sanctuaire Sainte-Narcisse-de-Jésus de Nobol (es).